# Новая Кулында
Новая Кулында — село в Чистоозёрном районе Новосибирской области. Административный центр Новокулындинского сельсовета.

## География
Площадь села — 120 гектаров.

## Население
| 1996 | 2002 | 2007 | 2010 |
| ---- | ---- | ---- | ---- |
| 700  | ↗740 | ↘738 | ↘644 |

## Инфраструктура
В селе по данным на 2007 год функционируют 1 учреждение здравоохранения и 2 учреждения образования.